# Rugby a 7 ai Giochi della XXXI Olimpiade - Convocazioni torneo femminile
Di seguito le formazioni del torneo femminile di rugby a 7 ai Giochi della XXXI Olimpiade.

## Formazioni
Alle sigle "A" e "T" corrispondono i ruoli di Avanti (in inglese: Forwards) e di Tre Quarti (en: Backs).
La presenza di una tredicesima giocatrice nella rosa ufficiale di alcune formazioni è dovuta ad una sostituzione per infortunio durante la competizione.

## Australia
| N° | Nome              | Ruolo | Data di nascita  |
| -- | ----------------- | ----- | ---------------- |
| -  | Tim Walsh         | CT    | 10 aprile 1979   |
| 1  | Shannon Parry     | A     | 27 ottobre 1989  |
| 2  | Sharni Williams   | A     | 2 marzo 1988     |
| 3  | Nicole Beck       | T     | 28 maggio 1988   |
| 4  | Gemma Etheridge   | A     | 1º dicembre 1986 |
| 5  | Emma Tonegato     | T     | 20 marzo 1995    |
| 6  | Evania Pelite     | T     | 12 luglio 1995   |
| 7  | Charlotte Caslick | T     | 9 marzo 1995     |
| 8  | Chloe Dalton      | A     | 11 luglio 1993   |
| 9  | Amy Turner        | A     | 25 marzo 1994    |
| 10 | Alicia Quirk      | T     | 28 marzo 1992    |
| 11 | Emilee Cherry     | T     | 2 novembre 1992  |
| 12 | Ellia Green       | T     | 20 febbraio 1993 |
| 13 | N.D.              | N.D.  | N.D.             |

## Brasile
| N° | Nome                       | Ruolo | Data di nascita  |
| -- | -------------------------- | ----- | ---------------- |
| -  | Chris Neill                | CT    |                  |
| 1  | Juliana Esteves dos Santos | A     | 27 gennaio 1984  |
| 2  | Luiza Campos               | A     | 30 luglio 1990   |
| 3  | Júlia Sardá                | A     | 1º dicembre 1982 |
| 4  | Edna Santini               | T     | 15 luglio 1992   |
| 5  | Paula Ishibashi            | T     | 14 febbraio 1985 |
| 6  | Tais Balconi               | T     | 11 aprile 1991   |
| 7  | Haline Scatrut             | T     | 9 agosto 1992    |
| 8  | Beatriz Futuro Muhlbauer   | A     | 26 febbraio 1986 |
| 9  | Amanda Araújo              | A     | 23 febbraio 1990 |
| 10 | Raquel Kochhann            | T     | 6 ottobre 1992   |
| 11 | Isadora Cerullo            | T     | 24 marzo 1991    |
| 12 | Cláudia Teles              | T     | 2 gennaio 1992   |
| 13 | Mariana Barbosa Ramalho    | A     | 17 agosto 1987   |

## Canada
| N° | Nome                | Ruolo | Data di nascita  |
| -- | ------------------- | ----- | ---------------- |
| -  | John Tait           | CT    | 14 agosto 1973   |
| 1  | Brittany Benn       | T     | 23 aprile 1989   |
| 2  | Kayla Moleschi      | T     | 25 ottobre 1990  |
| 3  | Karen Paquin        | A     | 3 agosto 1987    |
| 4  | Kelly Russell       | A     | 7 dicembre 1986  |
| 5  | Ashley Steacy       | T     | 28 giugno 1987   |
| 6  | Charity Williams    | T     | 20 ottobre 1996  |
| 7  | Jen Kish            | A     | 7 luglio 1988    |
| 8  | Bianca Farella      | T     | 10 aprile 1992   |
| 9  | Ghislaine Landry    | T     | 27 aprile 1988   |
| 10 | Hannah Darling      | T     | 30 maggio 1996   |
| 11 | Natasha Watcham-Roy | A     | 28 aprile 1992   |
| 12 | Megan Lukan         | T     | 14 febbraio 1992 |
| 13 | N.D.                | N.D.  | N.D.             |

## Colombia
| N° | Nome               | Ruolo | Data di nascita |
| -- | ------------------ | ----- | --------------- |
| -  | Laurent Palau      | CT    |                 |
| 1  | Nicole Acevedo     | A     | 15 ottobre 1994 |
| 2  | Nathalie Marchino  | T     | 27 luglio 1981  |
| 3  | Alejandra Betancur | A     | 13 giugno 1987  |
| 4  | Khaterinne Medina  | T     | 31 ottobre 1992 |
| 5  | Ana Ramírez        | A     | 6 dicembre 1991 |
| 6  | Isabel Romero      | T     | 27 luglio 1996  |
| 7  | Estefanía Ramírez  | A     | 10 ottobre 1991 |
| 8  | Solangie Delgado   | T     | 9 novembre 1989 |
| 9  | Camila Lopera      | T     | 18 aprile 1995  |
| 10 | Guadalupe López    | A     | 12 gennaio 1987 |
| 11 | Sharon Acevedo     | T     | 15 ottobre 1993 |
| 12 | Laura González     | T     | 8 febbraio 1993 |
| 13 | N.D.               | N.D.  | N.D.            |

## Figi
| N° | Nome             | Ruolo | Data di nascita   |
| -- | ---------------- | ----- | ----------------- |
| -  | Chris Cracknell  | CT    | 6 agosto 1984     |
| 1  | Litia Naiqato    | A     | 25 marzo 1987     |
| 2  | Merewai Cumu     | A     | 31 agosto 1997    |
| 3  | Raijieli Daveau  | T     | 30 maggio 1992    |
| 4  | Asena Rokomarama | T     | 1º maggio 1988    |
| 5  | Timaima Tamoi    | A     | 30 novembre 1987  |
| 6  | Rebecca Tavo     | A     | 23 marzo 1983     |
| 7  | Rusila Nagasau   | T     | 4 agosto 1987     |
| 8  | Lavenia Tinai    | T     | 7 settembre 1990  |
| 9  | Ana Maria Roqica | T     | 2 febbraio 1988   |
| 10 | Viniana Riwai    | T     | 6 giugno 1991     |
| 11 | Luisa Tisolo     | T     | 20 settembre 1991 |
| 12 | Timaima Ravisa   | T     | 1º maggio 1988    |
| 13 | Jiowana Sauto    | A     | 13 marzo 1998     |

## Francia
| N° | Nome               | Ruolo | Data di nascita   |
| -- | ------------------ | ----- | ----------------- |
| -  | David Courteix     | CT    |                   |
| 1  | Rose Thomas        | A     | 29 novembre 1988  |
| 2  | Audrey Amiel       | A     | 3 marzo 1987      |
| 3  | Marjorie Mayans    | A     | 17 novembre 1990  |
| 4  | Pauline Biscarat   | T     | 8 maggio 1989     |
| 5  | Jade Le Pesq       | T     | 12 ottobre 1992   |
| 6  | Fanny Horta        | T     | 22 gennaio 1986   |
| 7  | Caroline Ladagnous | T     | 22 settembre 1988 |
| 8  | Camille Grassineau | T     | 10 settembre 1990 |
| 9  | Jennifer Troncy    | A     | 26 gennaio 1986   |
| 10 | Elodie Guiglion    | A     | 28 gennaio 1990   |
| 11 | Shannon Izar       | A     | 8 maggio 1993     |
| 12 | Lina Guérin        | T     | 16 aprile 1991    |
| 14 | Jessy Trémoulière  | T     | 29 luglio 1992    |

## Giappone
| N° | Nome             | Ruolo | Data di nascita   |
| -- | ---------------- | ----- | ----------------- |
| -  | Keiko Asami      | CT    |                   |
| 1  | Chiharu Nakamura | T     | 25 aprile 1988    |
| 2  | Makiko Tomita    | T     | 2 agosto 1991     |
| 3  | Noriko Taniguchi | A     | 7 settembre 1992  |
| 4  | Mio Yamanaka     | A     | 27 ottobre 1995   |
| 5  | Ayaka Suzuki     | A     | 30 settembre 1989 |
| 6  | Ano Kuwai        | A     | 20 ottobre 1989   |
| 7  | Marie Yamaguchi  | T     | 22 ottobre 1989   |
| 8  | Chisato Yoko     | A     | 22 maggio 1992    |
| 9  | Mifuyu Koide     | T     | 21 dicembre 1995  |
| 10 | Yume Okuroda     | T     | 6 luglio 1994     |
| 11 | Yuka Kanematsu   | T     | 17 giugno 1982    |
| 12 | Kana Mitsugi     | A     | 28 giugno 1992    |
| 13 | Aya Takeuchi     | A     | 5 agosto 1986     |

## Gran Bretagna
| N° | Nome              | Ruolo | Data di nascita   |
| -- | ----------------- | ----- | ----------------- |
| -  | Simon Middleton   | CT    | 2 febbraio 1966   |
| 1  | Claire Allan      | T     | 7 maggio 1985     |
| 2  | Abbie Brown       | A     | 10 aprile 1996    |
| 3  | Alice Richardson  | T     | 28 novembre 1986  |
| 4  | Emily Scarratt    | T     | 8 febbraio 1990   |
| 5  | Danielle Waterman | T     | 20 gennaio 1985   |
| 6  | Katy McLean       | A     | 19 dicembre 1985  |
| 7  | Heather Fisher    | A     | 13 giugno 1984    |
| 8  | Emily Scott       | T     | 30 giugno 1992    |
| 9  | Natasha Hunt      | T     | 21 marzo 1989     |
| 10 | Joanne Watmore    | T     | 25 settembre 1986 |
| 11 | Jasmine Joyce     | T     | 9 ottobre 1995    |
| 12 | Amy Wilson-Hardy  | A     | 13 settembre 1991 |
| 13 | N.D.              | N.D.  | N.D.              |

## Kenya
| N° | Nome                       | Ruolo | Data di nascita   |
| -- | -------------------------- | ----- | ----------------- |
| -  | Michael Mulima             | CT    |                   |
| 1  | Stacy Awour Otieno         | A     | 27 settembre 1990 |
| 2  | Janet Awuor Awino          | A     | 8 agosto 1985     |
| 3  | Sheila Kavugwe Chajira     | A     | 20 dicembre 1993  |
| 4  | Rachael Adhiambo Mbogo     | T     | 20 dicembre 1982  |
| 5  | Linet Arasa                | T     | 1º gennaio 1996   |
| 6  | Camilyne Oyuayo            | A     | 16 aprile 1982    |
| 7  | Doreen Remour Nziwa        | T     | 4 luglio 1982     |
| 8  | Janet Musindalo Okelo      | T     | 5 maggio 1992     |
| 9  | Irene Awino Otieno         | T     | 26 marzo 1986     |
| 10 | Catherine Awino Abilla     | T     | 1º aprile 1989    |
| 11 | Celestine Navalayo Masinde | T     | 12 gennaio 1987   |
| 12 | Philadelphia Olando        | A     | 18 febbraio 1990  |
| 13 | N.D.                       | N.D.  | N.D.              |

## Nuova Zelanda
| N° | Nome                | Ruolo | Data di nascita  |
| -- | ------------------- | ----- | ---------------- |
| -  | Sean Horan          | CT    |                  |
| 1  | Ruby Tui            | A     | 13 dicembre 1991 |
| 2  | Shakira Baker       | A     | 4 gennaio 1992   |
| 3  | Terina Te Tamaki    | A     | 1º maggio 1997   |
| 4  | Niall Williams      | A     | 21 aprile 1988   |
| 5  | Sarah Goss          | A     | 9 dicembre 1992  |
| 6  | Gayle Broughton     | T     | 5 giugno 1996    |
| 7  | Tyla Nathan-Wong    | T     | 1 luglio 1994    |
| 8  | Kelly Brazier       | T     | 28 ottobre 1989  |
| 9  | Huriana Manuel      | A     | 8 agosto 1986    |
| 10 | Theresa Fitzpatrick | T     | 25 febbraio 1995 |
| 11 | Portia Woodman      | T     | 12 luglio 1991   |
| 12 | Kayla McAlister     | T     | 6 agosto 1988    |
| 13 | N.D.                | N.D.  | N.D.             |

## Spagna
| N° | Nome                | Ruolo | Data di nascita  |
| -- | ------------------- | ----- | ---------------- |
| -  | José Antonio Barrio | CT    |                  |
| 1  | Berta García        | A     | 12 aprile 1982   |
| 2  | Paula Medín         | A     | 17 giugno 1984   |
| 3  | Ángela Del Pan      | A     | 19 aprile 1985   |
| 4  | Patricia García     | T     | 2 dicembre 1989  |
| 5  | Marina Bravo        | A     | 2 luglio 1989    |
| 6  | Elisabet Martínez   | A     | 13 giugno 1988   |
| 7  | Bárbara Pla         | T     | 17 luglio 1983   |
| 8  | Amaia Erbina        | A     | 13 marzo 1997    |
| 9  | María Casado        | T     | 25 dicembre 1985 |
| 10 | Vanessa Rial        | T     | 1º marzo 1982    |
| 11 | Iera Echevarría     | T     | 20 ottobre 1992  |
| 12 | María Ribera        | A     | 8 luglio 1986    |
| 13 | N.D.                | N.D.  | N.D.             |

## Stati Uniti
| N° | Nome              | Ruolo | Data di nascita  |
| -- | ----------------- | ----- | ---------------- |
| -  | Richie Walker     | CT    |                  |
| 1  | Jillion Potter    | A     | 5 luglio 1986    |
| 2  | Kelly Griffin     | A     | 7 novembre 1986  |
| 3  | Kathryn Johnson   | A     | 25 ottobre 1991  |
| 4  | Alev Kelter       | T     | 21 marzo 1991    |
| 5  | Bui Baravilala    | T     | 12 luglio 1991   |
| 6  | Lauren Doyle      | T     | 23 febbraio 1991 |
| 7  | Victoria Folayan  | T     | 27 maggio 1985   |
| 8  | Carmen Farmer     | A     | 4 dicembre 1980  |
| 9  | Joanne Fa'avesi   | A     | 5 febbraio 1992  |
| 10 | Richelle Stephens | T     | 22 luglio 1996   |
| 11 | Ryan Carlyle      | T     | 24 novembre 1989 |
| 12 | Jessica Javelet   | T     | 25 giugno 1985   |
| 13 | N.D.              | N.D.  | N.D.             |